# Takuya Marutani
Takuya Marutani (jap. 丸谷 拓也 Marutani Takuya; ur. 30 maja 1989) – japoński piłkarz występujący na pozycji pomocnika. Obecnie występuje w Oita Trinita.

## Życiorys

### Kariera klubowa
W latach 2008–2017 występował w klubie Sanfrecce Hiroszima, skąd wypożyczony był do Oita Trinita (2012–2013).
1 stycznia 2018 podpisał kontrakt z japońskim klubem Oita Trinita, umowa do 31 stycznia 2020; bez odstępnego.

## Sukcesy

### Klubowe
Sanfrecce Hiroszima
- Zwycięzca J1 League: 2012, 2015